# 霍洛瓦奇
51°4′4″N 34°24′56″E / 51.06778°N 34.41556°E
霍洛瓦奇（烏克蘭語：Головачі）是位於烏克蘭東北部的村莊，由蘇梅州蘇梅區的里奇基市鎮負責管轄。該村距離霍羅比夫卡、巴里洛和維雷2公里，海拔高度142米，2001年人口30。